# 武帝 (北周)
武帝（ぶてい）は、北朝北周の第3代皇帝。姓は宇文、諱は邕（よう）。字は禰羅突。西魏の実力者宇文泰の四男。

## 生涯
初代皇帝孝閔帝宇文覚は、補佐役で従兄でもある権臣宇文護の専横を排除しようと図ったため廃位され、殺害された。その後を継いだ庶長兄の明帝宇文毓もまた、名君の資質を恐れた宇文護によって暗殺され、明帝の遺言によって宇文邕が即位した。
武帝の性格は、冷静沈着で深謀遠慮であり、即位当初は政治に積極的に参与することを避け、自分が裁決する場合は、他の者の意見を聞いてその言葉の通りにしていた。外交の基本方針は、南朝陳とは友好関係を結び、東の北斉を攻撃するというものだった。そのために突厥と同盟して北斉を攻撃することもあった。また、儒教・仏教・道教に関する討論会を数次にわたって開き、儒者・僧侶・道士の指導者たちに行わせ、その優劣を競わせていた（三教談論）。
天和7年（572年）、地方から首都長安に戻った宇文護を誅殺し、親政を開始した。
建徳3年（574年）、道教と仏教をともに廃止したが、仏教・道教の研究機関として通道観を設置し、120名の通道観学士を選任した。寺院の破壊と財産の没収、僧侶の還俗を行って財産を没収し、税賦を逃れる目的で僧籍に入る者を還俗させて税を取ることで財政改善を狙った（三武一宗の廃仏）。
建徳2年（573年）、南朝陳の宣帝陳頊が名将呉明徹を遣わして北斉軍を討ち破り、寿陽など江北の九郡を奪った。南朝陳の攻撃で弱った北斉に、これらの富裕な土地を奪還する能力が欠如していると判断した武帝は、建徳4年（575年）に北斉への本格的な攻撃を開始し、建徳5年（576年）には平陽と晋陽を奪い、翌建徳6年（577年）、首都の鄴を包囲するに至った。北斉軍は戦意乏しく、後主高緯や皇族たちは逃亡を企てたが、間もなく青州で捕まえた。こうして北斉を滅ぼし、北魏の東西分裂以来四十数年ぶりに華北が統一された。武帝は、北斉の旧皇族である高一族や北斉の臣下たちに寛大な処置で臨み、最後まで北斉に忠実だった者は厚遇した。そのうち李徳林は法律制度を整備するために重用された。また宗教政策では旧北斉領内においても、仏道二教の廃毀を断行した。
このように武帝は、親政後に、一方で周礼を理想とし、その一方で鮮卑への復古も標榜する北周朝の政策に則って、仏道二教を廃止したが、その後の武帝に対する二教の評価は、正反対の方向に向かう。大打撃を被った仏教教団では、下に示す仏教説話に見られるように、その廃仏により仏罰を受けたとする説話が流布されるようになった。その一方で、元来の教団規模が仏教に比して小規模であり、また、出家修道を基本とする仏僧とは異なる道士で構成される道教教団では、正反対の話説が行われることとなる。つまり、武帝は、道教の外護者であり、上記の通道観においても、道教の経典研究を行い、道教典籍を編纂していた、とする説である。そして、その典籍は、後世に伝わり、「道蔵」中に収録されている。『無上秘要』という道教類書が、それである。
宣政元年（578年）、彭城で陳軍を破って呉明徹を捕らえた。武帝は呉明徹を懐徳公に封じるなど厚遇した。同年、突厥に親征を企てたが、出発後に罹病し、間もなく崩御した。享年36（満34歳没）。
遺骸は長安の郊外に葬られた。墓は1990年代に盗掘されたが、その際に政府当局によって金印など盗品の一部が回収された。その後、墓は緊急発掘された。墳丘はなく、方形に近い墓室から南に墓道が延びる形状であった。墓道の脇に多数の副葬品を納めた4つの部屋が設けられており、副葬品の水準は北斉の皇帝より質素なものであった。

## 没後の仏教説話
武帝の崩御後に、数種の説話伝承が流布していたことが知られている。いずれも、廃仏皇帝の因果応報としての末路を示す宗教性の強い伝説である。冥界説話や応報説話の形をとり、まだ寿命のある人が、誤って閻魔王のもとに送られ、審判の結果、その誤りが判明して蘇生し、見聞したさまを語ったという構成をとっている。
現世においては廃仏を断行した皇帝であっても、地獄においては一亡者に過ぎず、その責め苦が辛酸を極めていること、武帝は自らの過ちを深く後悔しており、生前の誤った廃仏政策を撤廃し、現皇帝である隋の文帝に修功徳事業を推進することを勧める内容である。
同時に、往々にして説かれる武帝の話説によれば、彼を煽動した衛元嵩は、閻魔王の管轄外にあって、武帝の受けているような地獄での仏罰を受けていない。三界をくまなく捜索しても、その姿を発見し得ないのである、と説かれる。よって、そのような元嵩を閻魔王庁に連行することも、やはり功徳になる、ということが説かれている。
また、文帝が仁寿舎利塔の造立に見られるような功徳を積めば、その福田の余慶が武帝にも及び、その責め苦が軽減されるのだ、ということも述べられる。

## 宗室

### 后妃
- 正室：阿史那皇后
- 側室：李皇后、庫汗姫、馮姫、薛世婦、鄭姫（北斉の南陽王高綽の寡婦）

### 子
- 男子
  - 宣帝 宇文贇
  - 宇文賛（漢王）
  - 宇文贄（秦王）
  - 宇文允（曹王）
  - 宇文充（道王）
  - 宇文兌（蔡王）
  - 宇文元（荊王）

- 女子
  - 清都公主 - 閻毗の妻
  - 義陽公主 - 于寔の子の于象賢の妻
  - 皇女（570年 - 没年不明）

## 子孫
- 静帝 宇文衍（宇文闡）- 宣帝の長男
- 宇文衎 - 宣帝の次男
- 宇文術 - 宣帝の三男
- 宇文娥英 - 宣帝の長女。母は楊麗華。楊堅の外孫。宣帝の3人の男子は異母兄弟。北周滅亡後の母方の祖父の楊堅の旧北周皇族の粛清を生き残り、李崇の子の李敏と結婚。後に母方の叔父の煬帝により賜死に追い込まれ、宣帝直系の血筋は途絶えた。
  - 李静訓 - 宇文娥英と李敏の娘。僅か9歳で夭折。

- 宇文道徳 - 宇文賛の子
- 宇文道智 - 宇文賛の子
- 宇文道義 - 宇文賛の子

- 宇文靖智 - 宇文贄の子
- 宇文靖仁 - 宇文贄の子

- 閻立本 - 清都公主と閻毗の次男。2人の子と1人の孫がいる。
- 閻立徳 - 清都公主と閻毗の長男。
  - 閻婉（622年 - 690年）- 長女。唐の第2代皇帝太宗と長孫皇后の子の李泰（620年 - 653年）と結婚。
    - 李欣（633年 - 685年）- 閻婉と李泰の長男。
    - 李徽（644年 - 683年）- 閻婉と李泰の次男。

  - 閻氏（637年 - 690年）- 唐倹の子の唐河上（字は嘉会）と結婚。
  - 閻玄邃 - 閻立徳の長男。
    - 閻巨源 - 閻玄邃の子。
      - 閻用之 - 閻巨源の子。
        - 閻氏 - 閻用之の娘。唐の第9代皇帝玄宗の第24子の義王李玼（725年 - 784年）と結婚。
          - 李儀（武陽郡王）- 閻氏と李玼の子。

    - 閻知微 - 閻巨源の兄弟。
      - 閻則先 - 閻知微の子。

    - 閻識微 - 閻巨源の兄弟。李世民の同母弟李元吉の孫娘の裴氏（李元吉の娘の李令と裴重暉の娘）と結婚。

  - 閻荘 - 閻立徳の次男。閻婉の弟。
  - 閻泰 - 閻立徳の三男。
    - 閻安貞 - 閻泰の三男。

武帝の男系子孫の内、男系男子は北周が滅亡し隋が建国される過程で、隋の初代皇帝の文帝楊堅により根絶やしにされて断絶した。男系女子で、楊堅の外孫でもある宇文娥英のみが生き残ったが、彼女は615年に煬帝によって賜死に追い込まれた為、この系統も途絶えている。
一方、女系では上記の様に公主の1人である清都公主の血筋が存続している。清都公主の玄孫の閻識微は李元吉の孫娘と結婚、清都公主の孫娘の閻婉は李元吉の同母兄の李世民と長孫皇后の子の李泰と結婚して2子を儲け、清都公主の来孫の閻氏は玄宗の第24子の李玼との間に息子がいる。つまり、女系ではあるが、武帝の子孫は少なくとも昆孫もしくは仍孫の代まで存在したことになる。
李世民・李元吉兄弟の母方の祖母は武帝の姉妹の襄陽公主であり、兄弟は武帝の大甥（姪の太穆竇皇后の子）となる。また、閻婉の夫の李泰の母の長孫皇后は武帝の宿敵である北斉の傍系皇族の血筋（北斉の礎を築いた高歓の従弟高岳の曾孫）で、李泰の2人の子、李元吉の孫娘の裴氏、武帝の昆孫の閻氏と結婚した玄宗の第24子の義王李玼は北斉の歴代皇帝と遠い血縁関係にある。このように北周・北斉・唐の皇族は二重・三重に姻戚・縁戚・血縁関係で結びついている（更に李世民・李元吉兄弟の父で唐の初代皇帝李淵の母は隋の煬帝の伯母（李淵と煬帝は従兄弟同士）にあたる為、隋皇族とも遠縁である）。
以上のように武帝の血筋は隋の時代を生き抜き、唐の時代まで存続した為、北周の5人の皇帝の中で唯一、血筋を後世に伝えたことになる。

## 考古学
1996年、中国北西部で陵墓が発見された（武帝孝陵墓）。2024年、遺骨のDNA解析により、相貌の復元図などが公開された。